# Cardmaking
Cardmaking (card = pohlednice, making = tvorba) je soubor různých technik, kterými se ručně vytvářejí originální papírová přání, knižní záložky, darovací obálky, pozvánky, jmenovky na svatební stoly, ozdobné visačky k dárkům, obaly a krabičky, adventní kalendáře, sběratelské kartičky ATC apod. Zároveň se tak nazývá zájmová dekorativní činnost, při níž papírové výrobky vznikají. Cardmaking vzešel ze scrapbookingu (tvorba fotoalb a deníků). 

## Typy blahopřání
Hlavním produktem cardmakingu jsou papírová blahopřání. Kromě klasických tvarů (obdélník, čtverec) existuje řada dalších typů, které vznikají skládáním (fold card) např. do tvaru hvězdy, stupňů, kaskády. Mimoto se vytvářejí také přání s vyklápěcí částí (swing card) a se stojánkem (easel card). 

## Materiály a techniky

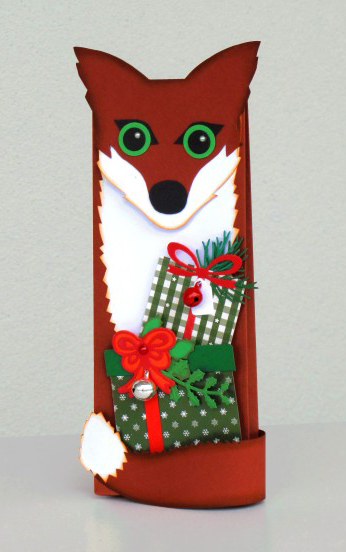
Papírový obal vytvořený vystřihováním, dobarvováním inkousty a papírovými výseky. Ukázka z knihy J. Ščerbové Cardmaking - barvy, tvary, styly. Grada Publishing, Praha 2016.

Základ výrobku tvoří papír, který se často doplňuje výseky, samolepkami a páskami z papíru anebo ozdobami z dalších materiálů (knoflíky a korálky, stuhy a krajky, flitry, umělé kamínky a perličky, peříčka, výřezy z překližky aj.). 
Mezi nejpoužívanější techniky patří razítkování, horký a suchý embossing, dekorování inkousty, vybarvování. Mnohé projekty jsou dekorovány kombinací několika technik (mixed media).

## Styly
V cardmakingu je v současnosti zaznamenatelných asi 20 nadnárodních stylů. Mezi tradičně oblíbené patří classic, whimsy, vintage nebo shabby chic. Nové styly stále přibývají - zejména vlivem nabídky scrapbookového průmyslu a přesahů z příbuzných výtvarných oborů (mixed media art, art journal).